# Кяос, Мартин
Мартин Кяос (эст. Martin Käos; 18 июня 1998, Таллин) — эстонский футболист, правый защитник.

## Биография
Воспитанник таллинских футбольных школ «Коткас-Юниор» и «Левадия». С 2015 года выступал во взрослом футболе за резервные команды «Левадии», в том числе за второй состав провёл более 100 матчей в первой лиге Эстонии. За основную команду «Левадии» сыграл единственный матч в высшей лиге 11 мая 2018 года против таллинского «Калева», заменив на 74-й минуте Евгения Харина; также провёл три матча на ранних стадиях Кубка Эстонии.
В 2020 году был отдан в аренду в «Нарва-Транс», где стал игроком стартового состава. По окончании сезона подписал постоянный двухлетний контракт с нарвским клубом.
Выступал за сборные Эстонии младших возрастов, провёл более 20 матчей. Не рассматривался как кандидат во взрослую сборную Эстонии, однако в марте 2021 года перед отборочным матчем против Беларуси, когда значительная часть основных игроков не смогли поехать на выезд из-за коронавирусных ограничений, был включён в состав сборной и остался запасным.

## Достижения
- Серебряный призёр чемпионата Эстонии: 2018